# Ménahamia
Ménahamia (מנחמיה) est une municipalité d'Israël située dans la vallée du Jourdain et sur la rive-ouest du fleuve.
C'est fin 1901 que 5 pionniers viennent s'installer sur les lieux. Ils sont bientôt rejoints par 16 autres agriculteurs originaires d'implantations voisines, et ensembles, construisent 21 maisons, rangées sur deux lignes et cernées d'une palissade. Deux autres parcelles de terrain sont destinées l'une pour l'école et l'autre pour la pharmacie.
Le lieu est baptisé "Ménahamia" en l'honneur de la visite du premier consul britannique en Palestine, Herbert Samuel, et en souvenir du père de ce dernier prénommé "Néhamia".
Les premières années de Ménahamia sont marquées par de nombreux obstacles, tels que l'isolement géographique, les problèmes de sécurité et d'approvisionnement en eau, les maladies contagieuses et le froid de l'hiver. Ménahamia ne prend de l'ampleur qu'avec la grande vague d'aliyah des années 1950.
Ménahamia compte aujourd'hui quelque 200 habitants.